# Vatimont
Vatimont (lorenès Vautieumont) és un municipi francès situat al departament del Mosel·la i a la regió del Gran Est. L'any 2007 tenia 361 habitants.

## Demografia

### Població
El 2007 la població de fet de Vatimont era de 361 persones. Hi havia 122 famílies, de les quals 24 eren unipersonals (4 homes vivint sols i 20 dones vivint soles), 41 parelles sense fills, 45 parelles amb fills i 12 famílies monoparentals amb fills.
La població ha evolucionat segons el següent gràfic:
Habitants censats

### Habitatges
El 2007 hi havia 138 habitatges, 124 eren l'habitatge principal de la família, 2 eren segones residències i 12 estaven desocupats. 133 eren cases i 5 eren apartaments. Dels 124 habitatges principals, 109 estaven ocupats pels seus propietaris, 10 estaven llogats i ocupats pels llogaters i 5 estaven cedits a títol gratuït; 2 tenien una cambra, 1 en tenia dues, 6 en tenien tres, 18 en tenien quatre i 96 en tenien cinc o més. 92 habitatges disposaven pel capbaix d'una plaça de pàrquing. A 44 habitatges hi havia un automòbil i a 67 n'hi havia dos o més.

### Piràmide de població
La piràmide de població per edats i sexe el 2009 era:
| Homes | Edats   | Dones |
| ----- | ------- | ----- |
| 0     | 95 o +  | 0     |
| 4     | 90 a 94 | 4     |
| 0     | 85 a 89 | 4     |
| 0     | 80 a 84 | 12    |
| 0     | 75 a 79 | 8     |
| 4     | 70 a 74 | 0     |
| 0     | 65 a 69 | 4     |
| 24    | 60 a 64 | 12    |
| 8     | 55 a 59 | 12    |
| 20    | 50 a 54 | 8     |
| 16    | 45 a 49 | 36    |
| 16    | 40 a 44 | 8     |
| 8     | 35 a 39 | 8     |
| 4     | 30 a 34 | 0     |
| 20    | 25 a 29 | 4     |
| 16    | 20 a 24 | 8     |
| 4     | 15 a 19 | 28    |
| 4     | 10 a 14 | 0     |
| 8     | 5 a 9   | 0     |
| 4     | 0 a 4   | 8     |

## Economia
El 2007 la població en edat de treballar era de 243 persones, 171 eren actives i 72 eren inactives. De les 171 persones actives 154 estaven ocupades (84 homes i 70 dones) i 17 estaven aturades (6 homes i 11 dones). De les 72 persones inactives 24 estaven jubilades, 15 estaven estudiant i 33 estaven classificades com a «altres inactius».

### Ingressos
El 2009 a Vatimont hi havia 122 unitats fiscals que integraven 337 persones, la mediana anual d'ingressos fiscals per persona era de 17.289 €.

### Activitats econòmiques
Dels 9 establiments que hi havia el 2007, 1 era d'una empresa de fabricació de material elèctric, 3 d'empreses de construcció, 2 d'empreses de comerç i reparació d'automòbils, 1 d'una empresa d'hostatgeria i restauració i 2 d'empreses de serveis.
Dels 2 establiments de servei als particulars que hi havia el 2009, 1 era un paleta i 1 restaurant.
L'any 2000 a Vatimont hi havia 8 explotacions agrícoles.

## Equipaments sanitaris i escolars
El 2009 hi havia una escola elemental integrada dins d'un grup escolar amb les comunes properes formant una escola dispersa.

## Poblacions més properes
El següent diagrama mostra les poblacions més properes.